# Phoebe Anna Traquair
Phoebe Anna Traquair (24. března 1852 Kilternan – 4. srpna 1936 Edinburgh) byla irská umělkyně, která dosáhla mezinárodního uznání za svou roli ve Hnutí uměleckých řemesel ve Skotsku jako ilustrátorka, malířka a vyšívačka. Tvořila velkoplošné nástěnné malby, výšivky, emailové šperky a iluminace knih. V roce 1920 byla zvolena jako čestná členka Královské skotské akademie.

## Životopis
Narodila se jako Phoebe Anna Moss 24. března 1852 v Kilternan ve hrabství Dublin. Její rodiče byli Dr. William Moss a Teresa Moss (rozená Richardson). Phoebe byla šestou ze sedmi dětí. V letech 1869–1827 studovala umění na škole designu královské dublinské společnosti. Dne 5. července 1873 se provdala za skotského paleontologa Ramsayho Heatley Traquaira. Manželé se na jaře 1874 přestěhovali na farmu v Colintonu jihozápadně od Edinburghu. Některé z jejích prací byly paleontologické kresby vztahující se k manželovu výzkumu rybích fosílií, které jsou uloženy ve zvláštních sbírkách knihovny Národního muzea Skotska. Manželům se narodily tři děti – Ramsay, Harry a Hilda.
Její starší bratr William Richardson Moss byl horlivý sběratel umění a vlastnil řadu děl od Dante Gabriela Rossettiho. S bratrem sdíleli lásku k umění, včetně zvláštní fascinace prací Rossettiho a Williama Blakea. Její styl a výběr námětů, byl těmito umělci byl během jejího života hluboce ovlivněn.
Phoebe Anna Traquair zemřela 4. srpna 1936 v Edinburghu. Je pohřbena vedle svého manžela spolu s popelem svého syna Harryho Mosse Traquaira hřbitově farního kostela v Colintonu v Edinburghu. Traquair navhla náhrobní kámen, který vytesal sochař Pilkington Jackson.

## Dílo

### Královská nemocnice pro nemocné děti
Během let 1885 a 1886 vytvořila sérii nástěnných maleb pro pohřební kapli Královské nemocnice pro nemocné děti v Edinburghu. Malba zobrazuje tři dívky (božské síly) a je ohraničena portréty spisovatelů, umělců a kritiků jako jsou Edward Burne-Jones, William Bell Scott, Noel Paton a John Ruskin, který měl na Traquair značný vliv. Jednalo se o její první práci jako profesionální umělkyně.
Márnice vznikla z malé místnosti bez oken, bývalého uhelného sklepa, kde mohla být těla před pohřbem ponechána „s úctou a láskou“. Práce byly dokončeny v roce 1886. Předtím, než byla budova přistavěna v roce 1894, byly malby přesunuty na nové místo, kde je Traquair v letech 1896–1892 zrestaurovala a doplnila, ačkoli v jednodušší kompozici.

### Katedrála St Mary's
Její nástěná malba pro školu písní katedrály St Mary's (1888–1892) jí přinesla národní uznání. V interiéru s tunelovou klenbou jsou na východní zdi vyobrazeni katedrální duchovní a chór. Jižní zeď vyobrazuje umělkyní obdivované současníky jako je Dante Gabriel Rossetti, William Holman Hunt a George Frederic Watts. Na severní zdi společně zpívají ptáci a sboristé a na západní zdi jsou čtyři šelmy zpívající Sanctus. Školu písní dodnes denně využívají sboristé ke cvičení.

### Kostel Mansfield Place
Nejznámější dílo Phoebe Traquair se nachází v bývalém katolickém apoštolském kostele (1893–1901) na Mansfield Place (nyní nazývané Mansfield Traquair Centre) na úpatí Broughton Street, které se říká „Edinburská Sixtinská kaple“ či „koruna zdobená drahokamy“. Právě toto dílo „pomohlo potvrdit její mezinárodní uznání.“

### Další díla
Další dílo Phoebe Traquair se nachází v Bodlákové kapli katedrály St Giles, kde navrhla nejstarší smaltované erbové panely nad rytířskými sedadly. Další z jejích prací, klíčové pro Hnutí uměleckých řemesel, je iluminovaný rukopis sonetů z portugalštiny od viktoriánské básnířky Elizabeth Barrett Browning, který je v držení skotské národní knihovny, která jej zpřístupnila ve své digitální knihovně.
Phoebe Traquair byla plodná umělkyně. Kromě svých nástěnných maleb a výšivek vyrobila také stovky šperků. Byla pozvána aby vystavovala na Světové výstavě v Chicagu v roce 1893 a její čtyři hedvábím vyšívané panely Pokrok duše byly v roce 1904 vystavěny v St. Luis. V tomto roce se také vrátila k nástěnné malbě s prací pro kněžiště kostela sv. Petra v Clayworth v hrabství Nottinghamshire. Její poslední nástenná malba byla dokončena v letech 1920–1922. Další z jejích děl zahrnují: iluminované rukopisy veršů ze Rossettiho sonetu „Willowwood”; klavír s pouzdrem vyrobený přítelem Phoebe Traquair a jejím uměleckým spolupracovníkem Robertem Lorimerem a malovaný scénami z „Willowwood”, Biblických písní písní a příběhu Psyché a Pan;  triptych výšivek založených na příběhu rytíře červeného kříže z The Faerie Queene Edmunda Spensera, které jsou vystaveny ve Skotském národním muzeu v Edinburghu.
Na hradě Kellie Castle ve Fife, Phoebe Traquair v roce 1897 vytvořila malovaný panel nad krbem v přijímacím pokoji. Malba je založena na Botticelliho obraze Primavera a byla dokončena, když hrad obýval skotský malíř John Henry Lorimer. Malba byla později ve 40. letech překryta výmalbou, ale v roce 1996 ji nechal obnovit National Trust for Scotland.

## Galerie

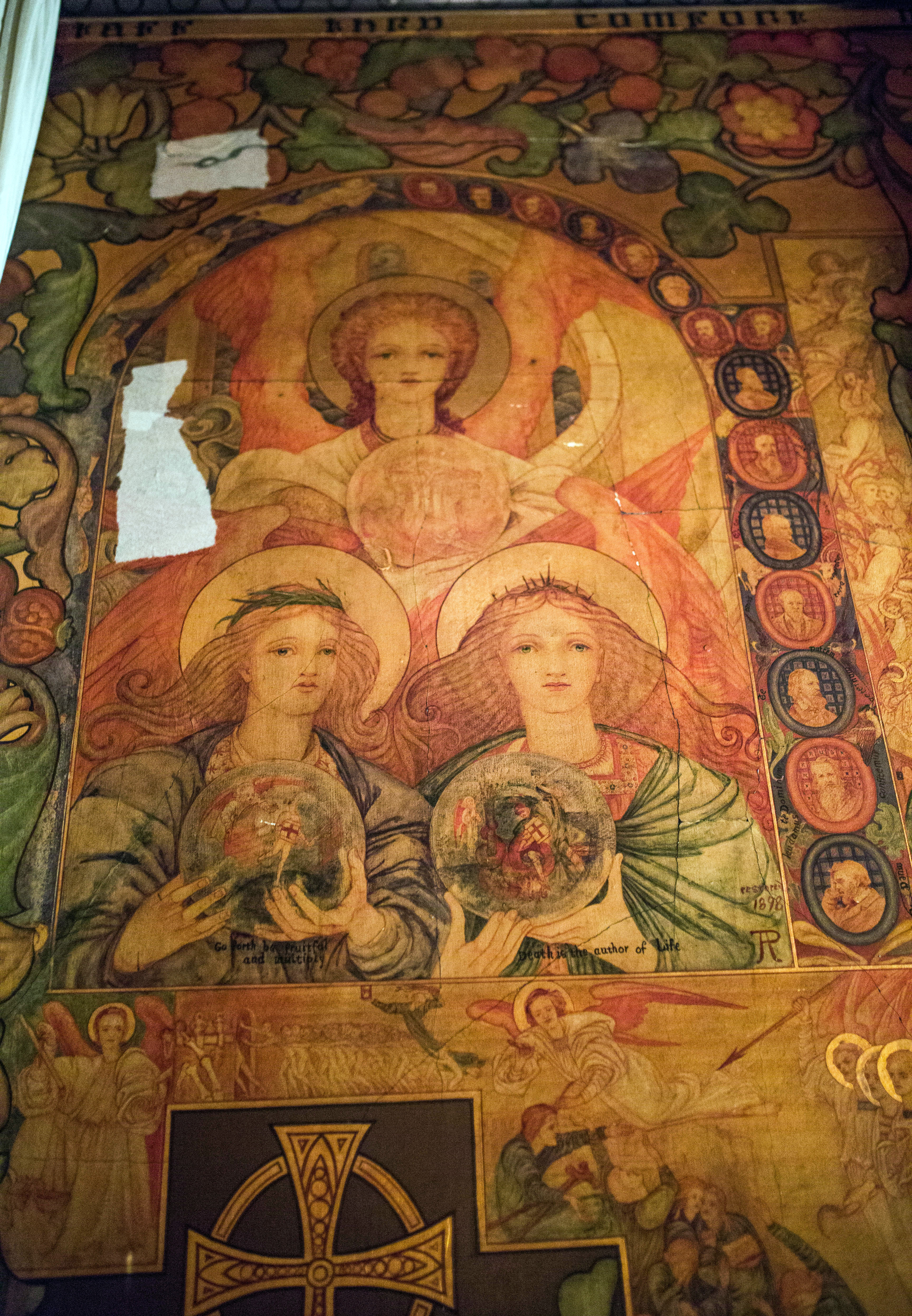
Nástěnná malba v Královské nemocnici pro nemocné děti, Edinburgh
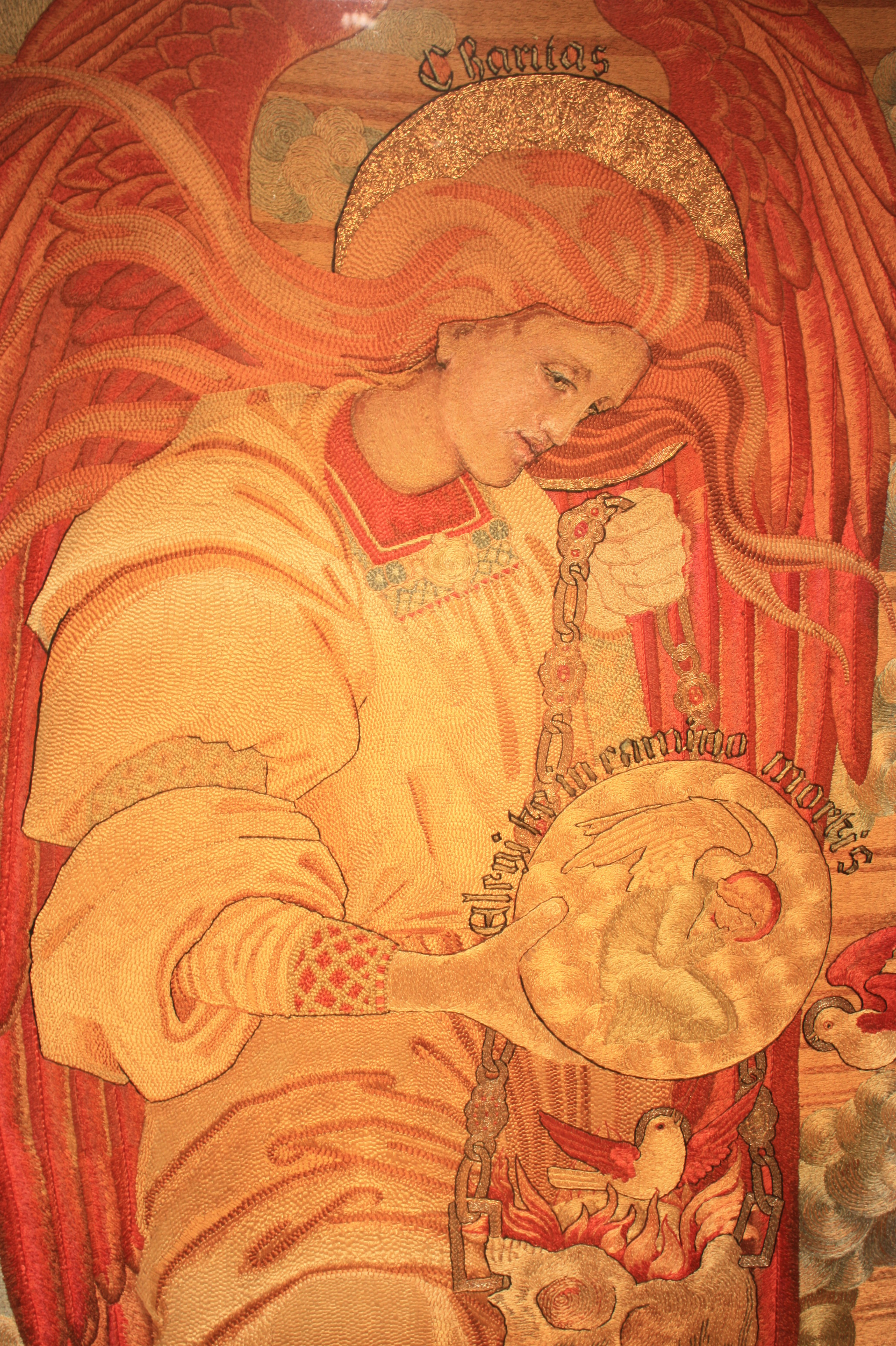
Spása lidstva (detail), 1886–1893
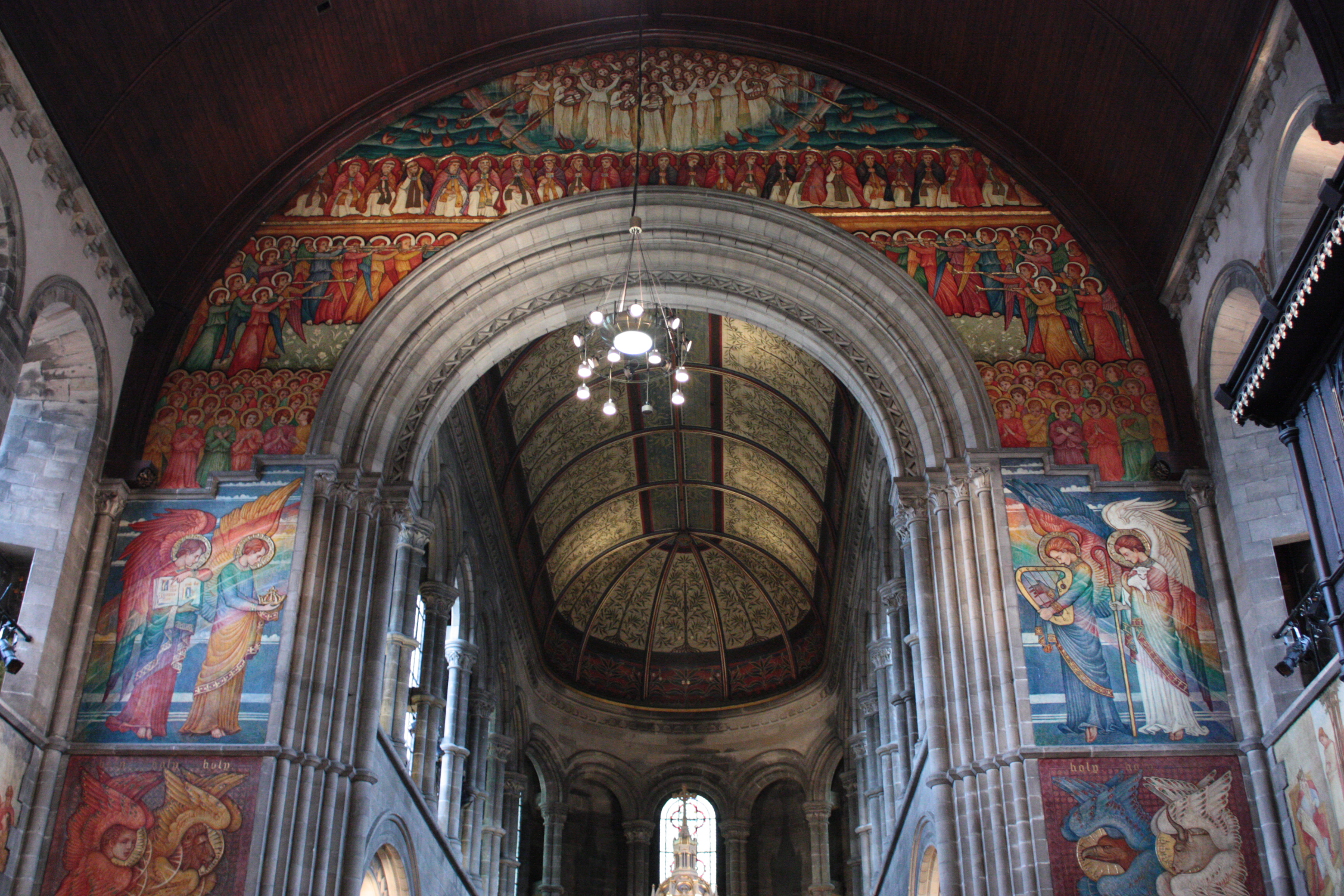
Výzdoba v katolickém apoštolském kostele Mansfield Place
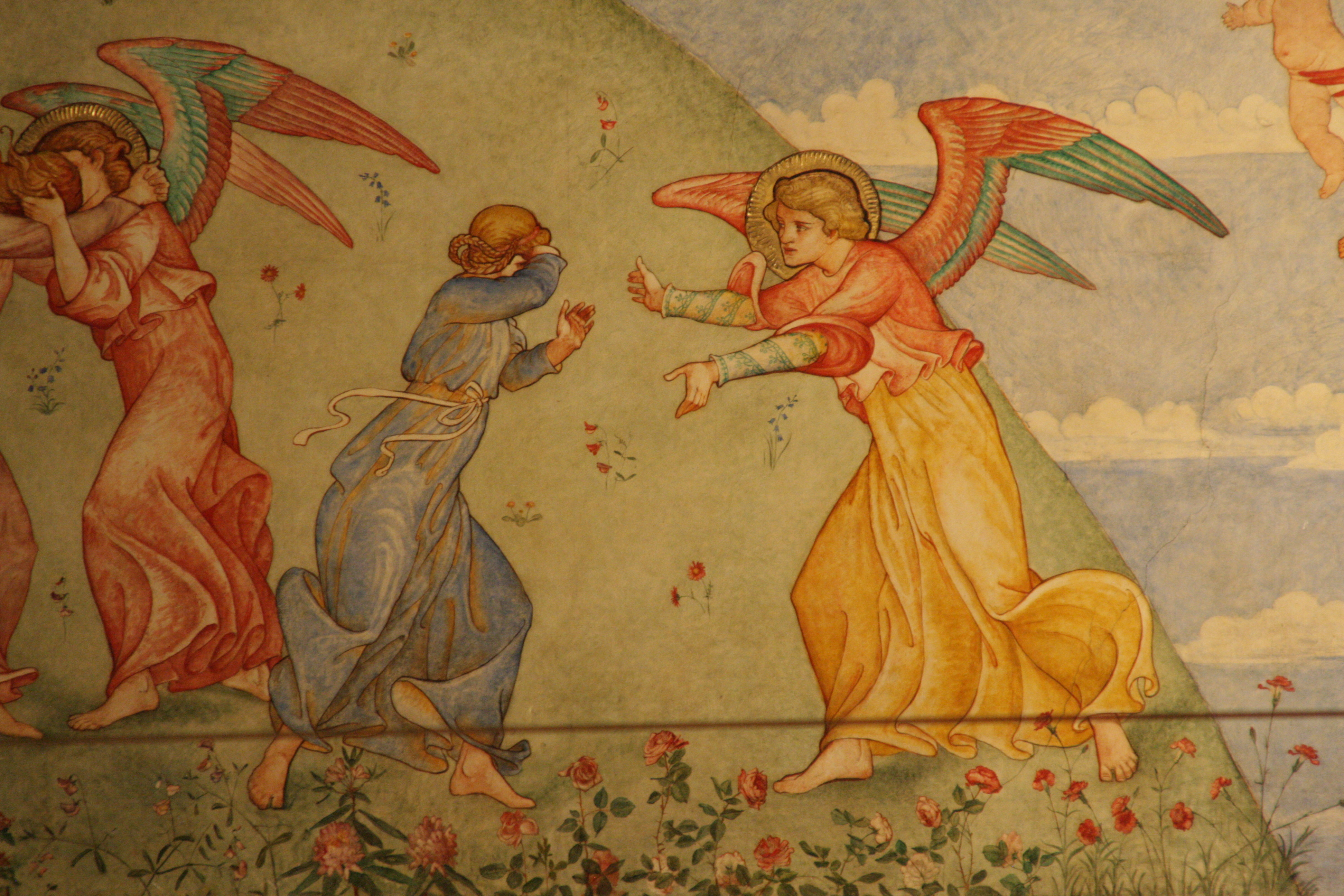
Detail nástěnné malby v kostele Mansfield Place
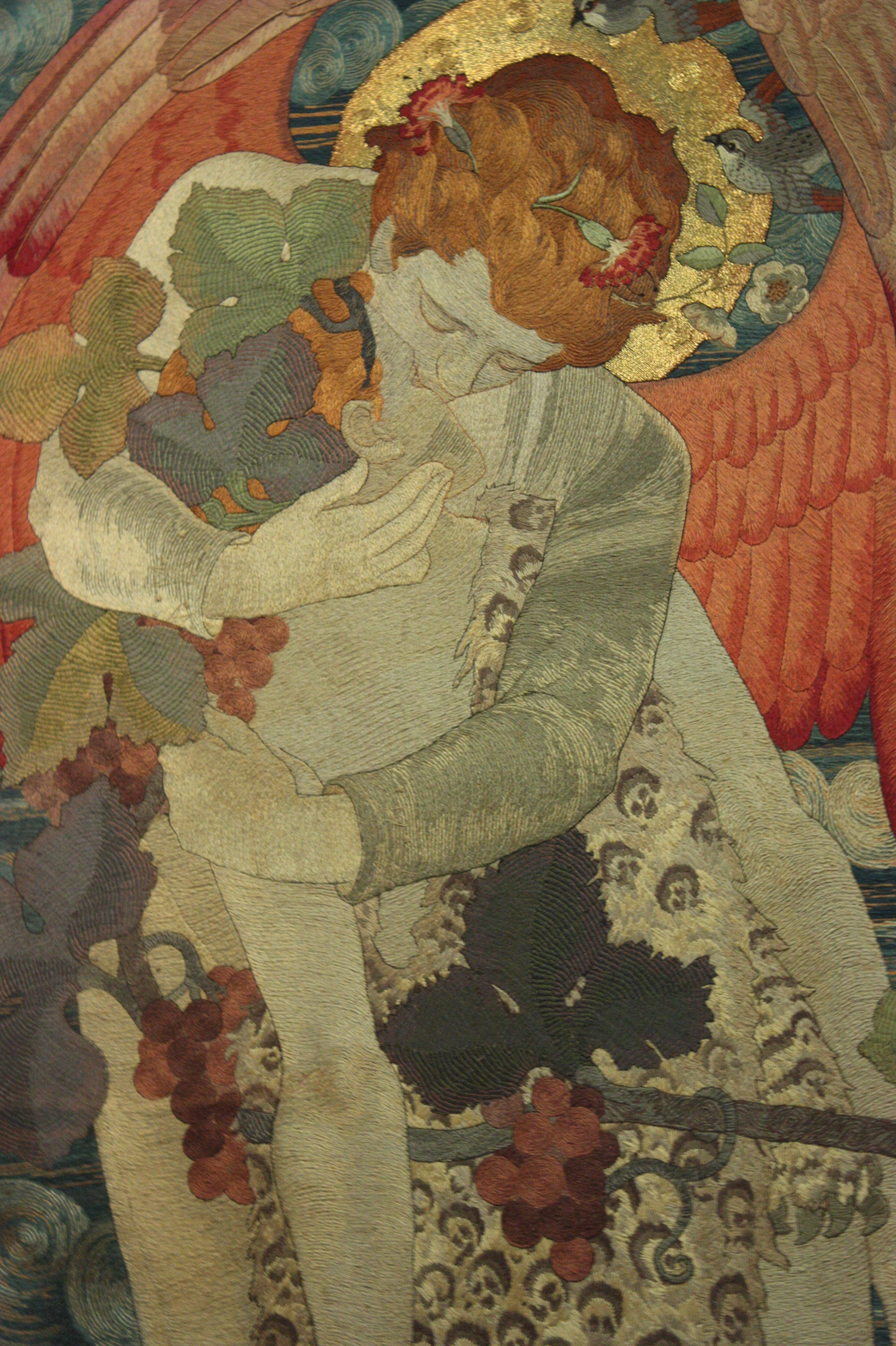
Detail z vyšívaných panelů Pokrok duše
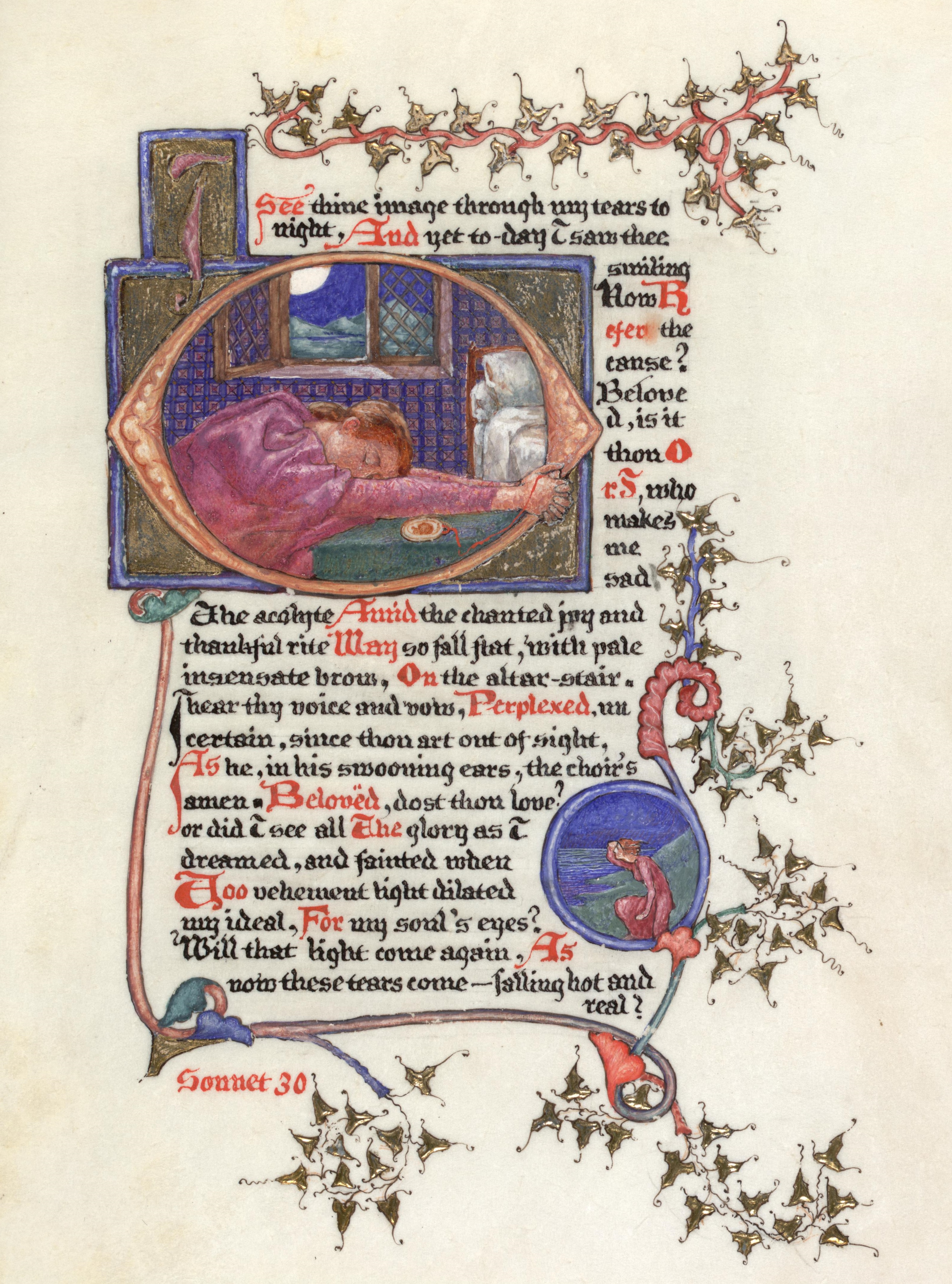
Iluminovaný rukopis ze sonetů Elizabeth Barrett Browningové